# Tiro esportivo nos Jogos Pan-Americanos de 2019 - Pistola de ar 10 m masculino
A categoria da pistola de ar 10 m masculino foi um dos eventos do tiro esportivo nos Jogos Pan-Americanos de 2019, em Lima. Foi disputada no dia 28 de julho no Las Palmas Range.

## Calendário
Horário local (UTC-5)
| Data        | Horário | Fase               |
| ----------- | ------- | ------------------ |
| 28 de julho | 09:00   | Qualificação dia 1 |
| 28 de julho | 11:30   | Final              |

## Medalhistas
| Ouro   | CUB Jorge Grau       |
| Prata  | USA Nickolaus Mowrer |
| Bronze | BRA Júlio Almeida    |

## Resultados

### Qualificação
| Pos. | Atiradora            | Nacionalidade            | 1  | 2  | 3  | 4  | 5  | 6  | Total   | Notas |
| ---- | -------------------- | ------------------------ | -- | -- | -- | -- | -- | -- | ------- | ----- |
| 1    | Nickolaus Mowrer     | USA Estados Unidos       | 96 | 97 | 95 | 97 | 96 | 94 | 575-20x | Q     |
| 2    | Jorge Grau           | CUB Cuba                 | 96 | 92 | 97 | 97 | 93 | 99 | 574-19x | Q     |
| 3    | Philipe Freitas      | BRA Brasil               | 96 | 92 | 97 | 97 | 94 | 96 | 572-14x | Q     |
| 4    | Júlio Almeida        | BRA Brasil               | 95 | 97 | 97 | 92 | 95 | 95 | 571-16x | Q     |
| 5    | Marko Carrillo       | PER Peru                 | 97 | 96 | 97 | 94 | 93 | 92 | 569-18x | Q     |
| 6    | Albino Jiménez       | GUA Guatemala            | 97 | 93 | 95 | 92 | 97 | 95 | 569-13x | Q     |
| 7    | Jay Shi              | USA Estados Unidos       | 93 | 97 | 95 | 96 | 95 | 93 | 569-12x | Q     |
| 8    | Manuel Sánchez       | CHI Chile                | 93 | 96 | 96 | 95 | 93 | 95 | 568-16x | Q     |
| 9    | David Pérez          | MEX México               | 92 | 96 | 95 | 95 | 96 | 94 | 568-12x |       |
| 10   | Stuart Burns         | CAN Canadá               | 94 | 94 | 94 | 96 | 93 | 97 | 568-11x |       |
| 11   | Yautung Cueva        | ECU Equador              | 97 | 91 | 96 | 95 | 96 | 93 | 568-9x  |       |
| 12   | Rudolf Cordero       | BOL Bolívia              | 93 | 94 | 95 | 97 | 96 | 93 | 568-8x  |       |
| 13   | Roger Daniel         | TTO Trinidad e Tobago    | 94 | 95 | 93 | 94 | 94 | 95 | 565-15x |       |
| 14   | Guillermo Pías       | CUB Cuba                 | 93 | 96 | 95 | 96 | 92 | 93 | 565-14x |       |
| 15   | Philip Elhage        | ARU Aruba                | 92 | 91 | 97 | 94 | 95 | 95 | 564-14x |       |
| 16   | Edwin Barberena      | NCA Nicarágua            | 90 | 97 | 93 | 95 | 94 | 95 | 564-14x |       |
| 17   | José Castillo        | GUA Guatemala            | 92 | 92 | 97 | 93 | 94 | 96 | 564-13x |       |
| 18   | Daniel Urquiza       | MEX México               | 93 | 94 | 93 | 94 | 94 | 95 | 563-13x |       |
| 19   | Giovanni González    | PUR Porto Rico           | 94 | 95 | 93 | 94 | 94 | 91 | 561-11x |       |
| 20   | Juan Fragueiro       | ARG Argentina            | 94 | 94 | 93 | 95 | 93 | 91 | 560-9x  |       |
| 21   | Juan Bernardo Campos | PAN Panamá               | 92 | 95 | 92 | 90 | 95 | 96 | 560-6x  |       |
| 22   | Sebastián Lobo       | ARG Argentina            | 92 | 90 | 94 | 96 | 93 | 94 | 559-11x |       |
| 23   | Edilio Centeno       | VEN Venezuela            | 92 | 95 | 92 | 92 | 91 | 95 | 557-14x |       |
| 24   | Josué Hernández      | DOM República Dominicana | 93 | 94 | 93 | 87 | 92 | 98 | 557-13x |       |
| 25   | José Ullilen         | PER Peru                 | 96 | 94 | 94 | 94 | 91 | 87 | 556-17x |       |
| 26   | David Muñoz          | PAN Panamá               | 92 | 94 | 92 | 92 | 93 | 93 | 556-13x |       |
| 27   | Luis Ramon Lopez     | PUR Porto Rico           | 94 | 94 | 94 | 90 | 89 | 95 | 556-11x |       |
| 28   | Rafael Lacayo        | NCA Nicarágua            | 95 | 94 | 92 | 92 | 91 | 92 | 556-10x |       |
| 29   | Ángel Barquero       | ESA El Salvador          | 91 | 92 | 91 | 92 | 92 | 94 | 552-14x |       |
| 30   | Mark Hynes           | CAN Canadá               | 94 | 92 | 90 | 91 | 90 | 93 | 550-11x |       |
| 31   | Jorge Pimentel       | ESA El Salvador          | 94 | 89 | 93 | 92 | 94 | 88 | 550-9x  |       |
| 32   | Ignacio Hernández    | URU Uruguai              | 93 | 89 | 90 | 92 | 95 | 90 | 549-6x  |       |
|      | Felipe Beuvrim       | VEN Venezuela            |    |    |    |    |    |    | DNS     |       |

### Final
| Pos.              | Atirador         | Nacionalidade      | 1                           | 2                           | 3               | 4              | 5               | 6               | 7               | 8              | 9              | Total | Notas |
| ----------------- | ---------------- | ------------------ | --------------------------- | --------------------------- | --------------- | -------------- | --------------- | --------------- | --------------- | -------------- | -------------- | ----- | ----- |
| Medalha de ouro   | Jorge Grau       | CUB Cuba           | 49.8 9.9 10.3 9.9 10.0 9.7  | 98.6 9.7 9.6 10.1 9.2 10.2  | 119.1 10.2 10.3 | 138.9 10.1 9.7 | 158.8 10.4 9.5  | 179.3 10.6 9.9  | 198.3 9.8 9.2   | 218.3 10.3 9.7 | 237.3 9.4 9.6  | 237.3 | FPR   |
| Medalha de prata  | Nickolaus Mowrer | USA Estados Unidos | 49.4 10.1 9.8 10.6 8.5 10.4 | 97.1 10.5 8.8 8.6 10.2 9.6  | 116.2 9.4 9.7   | 136.5 9.7 10.6 | 156.8 10.6 9.7  | 177.2 10.0 10.4 | 197.9 10.1 10.6 | 217.7 9.4 10.4 | 236.7 8.5 10.5 | 236.7 |       |
| Medalha de bronze | Júlio Almeida    | BRA Brasil         | 49.3 9.4 10.1 9.6 10.6      | 99.4 9.0 10.2 10.1 10.7     | 120.4 10.4 10.6 | 139.4 9.3 9.7  | 159.4 10.5 9.5  | 178.2 9.1 9.7   | 198.9 10.6 10.1 | 217.3 9.2 9.2  | 217.3          | 217.3 |       |
| 4                 | Marko Carrillo   | PER Peru           | 49.3 9.7 10.1 10.2 9.1      | 99.6 9.1 9.9 10.6 10.0 10.7 | 118.1 9.5 9.0   | 135.9 9.1 8.7  | 155.7 10.1 9.7  | 176.0 9.8 10.5  | 195.7 9.5 10.2  | 195.7          | 195.7          | 195.7 |       |
| 5                 | Manuel Sánchez   | CHI Chile          | 50.0 10.2 9.8 9.7 10.5 9.8  | 97.3 9.7 9.4 9.9 8.2 10.1   | 118.5 10.5 10.7 | 136.8 8.9 9.4  | 155.7 9.7 9.2   | 174.2 10.1 8.4  | 174.2           | 174.2          | 174.2          | 174.2 |       |
| 6                 | Philipe Freitas  | BRA Brasil         | 49.0 10.7 8.6 10.3 10.0 9.4 | 98.0 9.8 10.6 8.3 10.1 10.2 | 116.8 10.0 8.8  | 134.8 8.8 9.2  | 154.9 10.1 10.0 | 154.9           | 154.9           | 154.9          | 154.9          | 154.9 |       |
| 7                 | Albino Jiménez   | GUA Guatemala      | 49.4 9.6 9.7 10.6 9.9       | 98.2 8.2 10.4 10.3 9.8 10.1 | 118.2 10.5 9.5  | 134.8 7.2 9.4  | 134.8           | 134.8           | 134.8           | 134.8          | 134.8          | 134.8 |       |
| 8                 | Jay Shi          | USA Estados Unidos | 45.4 8.9 9.9 8.3 8.7 9.6    | 91.6 8.4 8.7 9.8 9.3 10.0   | 111.1 10.1 9.4  | 111.1          | 111.1           | 111.1           | 111.1           | 111.1          | 111.1          | 111.1 |       |